# 생강과
생강과(生薑科, 학명: Zingiberaceae 징기베라케아이[*])는 생강목의 과이다.
주로 열대 지방에 52속의 1,300종 가량이 알려져 있는데, 한국에는 생강·양하의 2종이 분포하고 있다. 대부분 향기를 내는 데에 식용되거나 또는 약용되지만, 관상용으로 재배되는 종류도 있다.
여러해살이풀로서 굵은 뿌리줄기가 있으며, 줄기는 잎집에 싸여 곧게 뻗고, 잎은 밑부분에 잎혀를 가지고 있다. 꽃은 좌우대칭의 양성화로, 총상꽃차례 또는 수상꽃차례를 이룬다. 안꽃덮이는 깔때기 모양으로 3갈래져 있는데, 그 중 뒤쪽 1가닥은 길다. 수술은 6개 중에서 1개만이 완전하며, 나머지 헛수술은 순판을 형성하는데 꽃덮이조각보다 더 눈에 띈다.

## 하위 분류
- 꽃양하아과(Alpinioideae Hassk.)
- 생강아과(Zingiberoideae Blume)
- 시포노킬루스아과(Siphonochiloideae W.J.Kress)
- 타미이아아과(Tamijioideae W.J.Kress)

분류 불확실(Incertae sedis)
- 요호랄리아속(Johoralia C.K.Lim)
- 페라칼리아속(Perakalia C.K.Lim)